# Stelis subcaerulea
Stelis subcaerulea är en biart som beskrevs av Cresson 1878. Stelis subcaerulea ingår i släktet pansarbin, och familjen buksamlarbin. Inga underarter finns listade i Catalogue of Life.